# Maroua
Maroua je město v Kamerunu, hlavní město Dálného severního regionu (Far North Region).
Rozkládá se na březích řek Ferngo a Kaliao na úpatí hor Mandara.
Podle sčítání obyvatel v roce 2005 má 201 371 obyvatel. Město má letiště, které je umístěno u městečka Salak, zemědělskou školu a etnografické muzeum. V roce 2008 byla ve městě založena universita.
Severně od Maroua je rezervace Waza National Park. Jižně je umístěná velká vojenská základna jednotek rychlé reakce. Panorámatu města dominuje hora Maroua. Převažujícím náboženstvím je Súfismus.
Město je známé ohromnými lány zázvoru a z něho vyráběným likérem.